# Stefaniella hilversidae
Stefaniella hilversidae är en tvåvingeart som beskrevs av Boris Mamaev 1972. Stefaniella hilversidae ingår i släktet Stefaniella och familjen gallmyggor.
Artens utbredningsområde är Kazakstan. Inga underarter finns listade i Catalogue of Life.